# HD 75898 b
HD 75898 b (Veles) – planeta pozasłoneczna krążąca wokół gwiazdy HD 75898 (Stribor) w gwiazdozbiorze Rysia odległej o około 255 lat świetlnych od Słońca.

## Charakterystyka
Jest to gazowy olbrzym o masie 2,5 raza większej od Jowisza, który obiega swoją gwiazdę w średniej odległości 1,19 au, podobnej do odległości Ziemi od Słońca.

## Nazwa
Planeta ma nazwę własną Veles, wywodzącą się z mitologii Słowian. Weles był jednym z głównych bogów słowiańskich, bogiem świata podziemnego. Nazwa została wyłoniona w konkursie, który zorganizowała w 2019 roku Międzynarodowa Unia Astronomiczna w ramach stulecia istnienia organizacji. Sto państw zyskało prawo nazwania gwiazd i okrążających je planet, uczestnicy z Chorwacji mogli wybrać nazwę dla tej planety. Wybrane nazwy miały być powiązane tematycznie i związane z Chorwacją. Spośród nadesłanych propozycji zwyciężyła nazwa Stribor dla gwiazdy i Veles dla planety.
Nazwa „Weles” była także zgłoszona do konkursu przez Polskę dla planety BD+14 4559 b. Była trzecią co do popularności nazwą; ostatecznie planetę nazwano Pirx, imieniem postaci z opowiadań Stanisława Lema.